# 第79回天皇賞
1979年4月29日に京都競馬場で開催された第79回天皇賞（春）について記述する。
- 馬齢は当時使用されていた旧表記（数え年）にて表記。

## レース施行時の状況
前年のダービー馬・サクラショウリが古馬戦線でも中心となった。1月のアメリカJCCですでに天皇賞馬であるグリーングラスを破り、2月の目黒記念（春）で同期のアサヒダイオー、シービークロスを2、3着に従え勝利。3月、中山記念でカネミカサに不覚をとって2着も、天皇賞制覇に抜かりはなかった。菊花賞2着のキャプテンナムラも日経新春杯2着、京都記念（春）4着、鳴尾記念完勝で天皇賞に向けて万全の態勢であった。同馬の父は五冠馬のシンザンであり、まだ産駒から八大競走優勝馬が出ていなかった。
重賞5勝馬でレコード5回を記録したスガノホマレ、同じく重賞5勝馬で初めて2000mで2分を切ったシルバーランドなど、スピード馬が輩出されていたが、偉大な父のスタミナを持ち切れなかった。キャプテンナムラは距離が延びて頭角を現わした長距離砲であり、菊花賞2着、阪神大賞典優勝と適性抜群。父シンザンの名においても何としても勝ちたい天皇賞であり、当日はサクラショウリを抑えて1番人気に支持された。
3番人気のバンブトンコートは3歳時7戦6勝で阪神3歳Sを制して王者となったが、4歳時は骨折で皐月賞を回避。ダービーは1番人気で4着、菊花賞は7着とクラシックでは結果を残せなかった。2000m以下では12戦10勝と無類の強さを見せたが、当時の事情として長すぎる距離に挑むしかなった。
4番人気はTTG世代最後の生き残り・カシュウチカラ。4歳時はクラシック出走も叶わなかった下級馬で、5歳の春に目黒記念でグリーングラスを破って重賞初制覇。天皇賞はこれまで3度挑戦して4着、3着、3着と来ていた。

## 出走馬と枠順
芝3200メートル 天候・曇 馬場状態・良
| 枠番 | 馬番 | 競走馬名           | 性齢 | 騎手       | オッズ | 人気 | 調教師     |
| ---- | ---- | ------------------ | ---- | ---------- | ------ | ---- | ---------- |
| 1    | 1    | バンブトンコート   | 牡5  | 伊藤清章   | 9.5    | 3人  | 伊藤修司   |
| 1    | 2    | トドロキヒリュウ   | 牡6  | 飯田明弘   | 84.6   | 14人 | 元石孝昭   |
| 1    | 3    | ノトボーイ         | 牡5  | 武邦彦     | 29.7   | 9人  | 瀬戸口勉   |
| 2    | 4    | コウイチサブロウ   | 牡7  | 松本善登   | 19.9   | 5人  | 庄野穂積   |
| 2    | 5    | ヤマニンミノル     | 牡5  | 日高三代喜 | 91.2   | 15人 | 浅見国一   |
| 2    | 6    | アサヒダイオー     | 牡5  | 安田富男   | 22.0   | 6人  | 加藤朝治郎 |
| 3    | 7    | メトロジャンボ     | 牡5  | 目黒正徳   | 42.3   | 11人 | 玉谷敬治   |
| 3    | 8    | トウフクセダン     | 牡7  | 宮田仁     | 25.0   | 7人  | 大久保末吉 |
| 3    | 9    | タニノページェント | 牝5  | 田原成貴   | 161.6  | 19人 | 中村好夫   |
| 4    | 10   | サクラショウリ     | 牡5  | 小島太     | 4.7    | 2人  | 久保田彦之 |
| 5    | 11   | キャプテンナムラ   | 牡5  | 田島良保   | 4.1    | 1人  | 坂口正大   |
| 6    | 12   | リュウキコウ       | 牡4  | 久保敏文   | 43.1   | 12人 | 久保道雄   |
| 6    | 13   | セルティックエイカ | 牡4  | 村本善之   | 129.6  | 18人 | 内藤繁春   |
| 6    | 14   | ホーワポート       | 牝5  | 木藤隆行   | 95.1   | 16人 | 境勝太郎   |
| 7    | 15   | マーブルペンタス   | 牡6  | 南井克巳   | 72.2   | 13人 | 戌亥信義   |
| 7    | 16   | ゲンジ             | 牡4  | 舞原昌博   | 192.6  | 21人 | 宇田明彦   |
| 7    | 17   | シービークロス     | 牡5  | 吉永正人   | 30.3   | 10人 | 松山吉三郎 |
| 8    | 18   | カシュウチカラ     | 牡7  | 郷原洋行   | 14.6   | 4人  | 矢倉玉男   |
| 8    | 19   | ハシコトブキ       | 牡6  | 出口隆義   | 26.8   | 8人  | 内藤繁春   |
| 8    | 20   | エースフォーレル   | 牡5  | 池添兼雄   | 123.2  | 17人 | 大久保正陽 |
| 8    | 21   | ブレーブボーイ     | 牡6  | 西浦勝一   | 169.6  | 20人 | 田中四郎   |

## レース展開
レースはノトボーイの飛び出しも、外からセルティックエイカが交わし先頭に立った。1番枠のバンブトンコートが3番手も、アサヒダイオー、メトロジャンボ、コウイチサブロウ、トドロキヒリュウと伏兵陣が好位に殺到。バンブトンコートは完全にかかりぎみとなるが、キャプテンナムラとサクラショウリは中団後方でじっくりと構え、2頭のすぐ前にカシュウチカラがいた。ポツンと馬群から離れて後方から2頭目の定位置にシービークロスがいた。レースは3コーナーで動き、サクラショウリが外から上がって行った。前で窺っていたカシュウチカラは鞍上の郷原洋行がすかさず手綱をしごき、ペースがぐんと上がる。サクラショウリの動きが波動となり、アサヒダイオーが飛び出して先頭に立つと、外へカシュウチカラが並び、その外へサクラショウリが雁行。バンブトンコートは内で踏ん張り、これらに遅れを取るも、キャプテンナムラが中団前まで押し上げた。正念場の直線に入ると、前々にいたカシュウチカラがサクラショウリを抜かせなかった。渾身の力で粘るカシュウチカラを郷原は叱咤激励するが、内からキャプテンナムラが馬群をすり抜けて、いつの間にか2頭に迫った。大外からシービークロスが追い込んで来ると、場内に、時ならぬ大歓声が沸き起こった。粘り切るカシュウチカラがサクラショウリを半馬身突き放して優勝。シービークロスは及ばずも、内のキャプテンナムラを交わし、サクラショウリに迫る3着と健闘。カシュウチカラは天皇賞4度目の挑戦であったが、執念がついに通じた。

## 競走結果
| 着順 | 枠番 | 馬番 | 競走馬名           | タイム | 着差      |
| ---- | ---- | ---- | ------------------ | ------ | --------- |
| 1    | 8    | 18   | カシュウチカラ     | 3.20.2 |           |
| 2    | 4    | 10   | サクラショウリ     | 3.20.3 | 1/2馬身   |
| 3    | 7    | 17   | シービークロス     | 3.20.5 | 1馬身     |
| 4    | 5    | 11   | キャプテンナムラ   | 3.20.7 | 1馬身     |
| 5    | 2    | 6    | アサヒダイオー     | 3.21.4 | 4馬身     |
| 6    | 6    | 12   | リュウキコウ       | 3.21.5 | 1/2馬身   |
| 7    | 1    | 1    | バンブトンコート   | 3.21.8 | 1.3/4馬身 |
| 8    | 3    | 8    | トウフクセダン     | 3.21.9 | アタマ    |
| 9    | 8    | 20   | エースフォーレル   | 3.22.2 | 2馬身     |
| 10   | 8    | 19   | ハシコトブキ       | 3.22.4 | 1.1/2馬身 |
| 11   | 7    | 16   | ゲンジ             | 3.22.4 | アタマ    |
| 12   | 7    | 15   | マーブルペンタス   | 3.22.4 | アタマ    |
| 13   | 1    | 3    | ノトボーイ         | 3.22.4 | アタマ    |
| 14   | 6    | 14   | ホーワポート       | 3.22.5 | アタマ    |
| 15   | 3    | 7    | メトロジャンボ     | 3.22.6 | アタマ    |
| 16   | 2    | 5    | ヤマニンミノル     | 3.22.7 | 3/4馬身   |
| 17   | 2    | 4    | コウイチサブロウ   | 3.22.8 | 1/2馬身   |
| 18   | 3    | 9    | タニノページェント | 3.23.0 | 1.1/4馬身 |
| 19   | 8    | 21   | ブレーブボーイ     | 3.25.2 | 大差      |
| 20   | 6    | 13   | セルティックエイカ | 3.25.2 | アタマ    |
| 21   | 1    | 2    | トドロキヒリュウ   | 3.26.7 | 9馬身     |

### 払戻金
| 単勝式   | 18  | 1080円 |
| 複勝式   | 18  | 270円  |
| 複勝式   | 10  | 170円  |
| 複勝式   | 17  | 560円  |
| 連勝複式 | 8-4 | 1750円 |